# Brasil (corveta)
O Brasil foi o primeiro navio encouraçado da Armada Imperial Brasileira. Foi construído pelo estaleiro francês Forges et chantiers de la Méditerranée, na cidade de La Seyne-sur-Mer como parte de uma exaltação proveniente da Questão Christie. Concluído em 1864, ficou retido no porto de Toulon após uma tentativa paraguaia de impedir a entrega da embarcação a tempo de entrar em combate. Depois da mediação do governo português, o navio partiu direto do porto francês para o Brasil e em seguida partiu para a Guerra do Paraguai. Durante essa guerra, prestou diversos serviços e esteve em combate, participando do bombardeio à Curupaiti e destruindo o forte de Angostura. Foi descomissionado e subsequentemente desmontado em 1879.

## Características gerais
A corveta Brasil foi construída seguindo um projeto francês com adaptações feitas pelo engenheiro naval brasileiro Napoleão Level. A embarcação é reconhecida como o primeiro navio encouraçado a operar pela Armada Brasileira. Ele foi construído para navegar com facilidade tanto no Oceano Atlântico como em rios (especificamente o Prata). Tinha 63,41 metros de comprimento, uma boca de 10,75 metros e um calado de 3,81 metros. O navio deslocava 1 518 toneladas. O Brasil estava equipado com um motor a vapor de expansão única simples, com capacidade estimada de  250 cavalos de potência, que utilizava o vapor gerado por duas caldeiras para acionar uma única hélice de quatro pás. Projetado para uma velocidade de 10,5 nós, o Brasil atingiu 11,7 nós durante suas provas de mar no Rio de Janeiro. O navio tinha capacidade para armazenar 170 toneladas de carvão, embora nada se tenha informações sobre seu alcance ou resistência. Ele estava equipado com três mastros e um gurupés. Sua área vélica era de 550 metros quadrados.
A embarcação estava armada com quatro canhões de carregamento por focinho Whitworth de 70 libras e quatro canhões de cano liso de 68 libras. O Brasil tinha uma faixa de blindagem de ferro forjado que variava em espessura indo de 90 milímetros nas extremidades do navio até 114 milímetros a meia nau. A casamata tinha 102 milímetros de espessura. Tanto o cinto quanto a armadura de casamata eram apoiados por 230 milímetros de madeira. Posteriormente, ele sofreu significativas alterações por parte de Henrique Antônio Baptista.

## História

### Antecedentes
Em 1863, Brasil e Inglaterra estavam à beira de uma guerra por causa da Questão Christie, os britânicos haviam apreendido cinco navios brasileiros e em resposta o Brasil reforçou suas fortalezas costeiras. Em 10 de janeiro de 1863, o governo brasileiro fechou o contrato com o estaleiro francês Forges et Chantiers de la Mediterranée tendo desembolsado £60 mil provenientes de uma subscrição pública. O batimento de quilha aconteceu no mesmo ano e o lançado ao mar em 23 de dezembro de 1864, a entrega foi feita à Marinha do Brasil em 2 de março de 1865, após mediação de Portugal para liberação no navio que estava retido na França.

### Guerra do Paraguai
Brasil e Inglaterra não entraram em guerra, restabelecendo suas relações em 1865, mas em 1 de março de 1864, após a apreensão do vapor brasileiro Marquês de Olinda por forças paraguaias e a consequente invasão do território brasileiro, teve início a Guerra do Paraguai. Em 1865, os paraguaios tentaram impedir que os navios brasileiros em construção, incluindo o Brasil que já estava quase pronto, fossem entregues ao Brasil retendo-os na Europa. O Brasil foi rebocado e atracado perto de uma pequena frota francesa, como parte de um embargo francês. O Barão de Penedo, que era o embaixador brasileiro na Europa, conseguiu liberar a entrega dos navios e em 1 de julho de 1865, o Brasil partiu de Toulon, sendo saudado por tiros de canhão dos navios franceses no porto. Um vapor acompanhou a corveta brasileira até a Ilha da Madeira de onde levou os trabalhadores de volta para a França após estes realizarem os testes navais. A viagem dele para o Brasil foi muito conturbada devido às péssimas condições de higiene. Durante essa viagem, ele passou pela Ilha de São Vicente, em Cabo Verde chegando ao Recife em 12 de julho e no porto do Rio de Janeiro em 29 de julho.

#### Primeiras ações

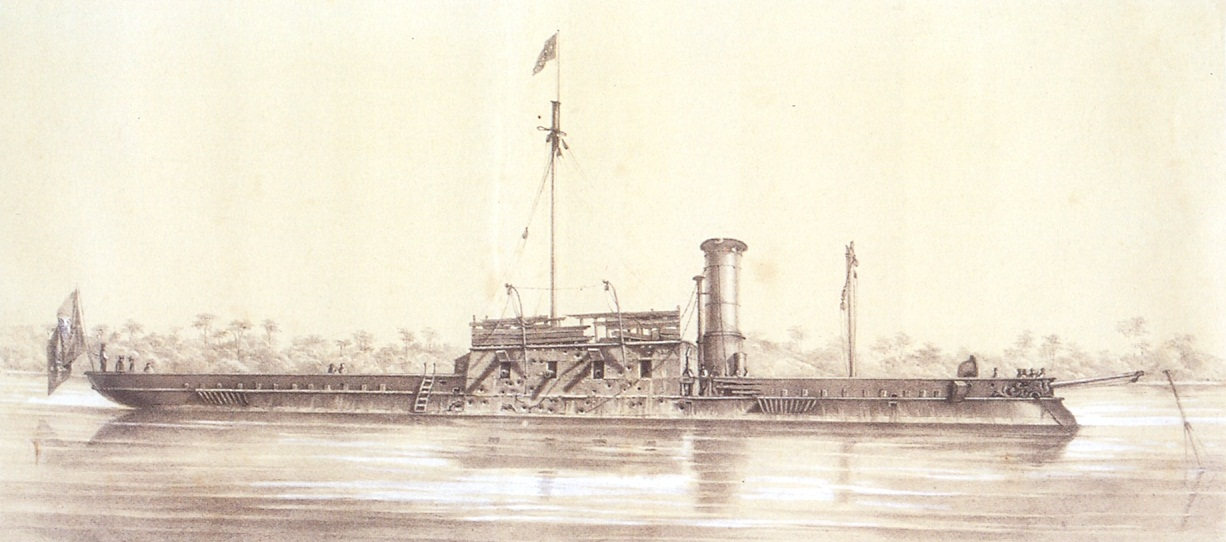
O Brasil, já sem mastros e seriamente danificado após o ataque ao Forte de Curupaiti em 1866.

No dia 9 de setembro de 1865, passou pela mostra do armamento na Província Santa Catarina. Findada a cerimônia, foi enviado para o campo de batalha da Guerra do Paraguai, fazendo, em 20 de novembro, escala em Montevidéu, Uruguai, antes de entrar em combate. Passados alguns meses, ele navegou para o Porto de Constitución para alguns exames preliminares. Em 23 de março de 1866, foi incorporado á Segunda Divisão da Esquadra em Operações de Guerra. Sua primeira participação significativa na guerra foi um ataque ao vapor Gualeguaí, esse vapor refugiou-se em Itapiru após algumas horas de combate. Porém, a tripulação do Brasil, não desistiu do ataque, destruindo a fortaleza no dia 28 desse mesmo mês. No dia 20 de maio, ele protegeu a corveta Magé enquanto estava sendo desencalhada. Seguiu-se um combate penoso de cerca de seis meses no qual a fortaleza de Curupaiti foi destruída. Terminada essa batalha, navegou para o Rio de Janeiro para verificações e reparos de rotina.

#### Últimas ações
Findados os reparos, em 28 de março, partiu da capital se juntando à Esquadra em 6 de maio. Em 2 de março de 1868, forneceu suporte aos encouraçados Lima Barros e Cabral, que haviam sido atacados e abordados de surpresa. Em 10 de abril, participou no bombardeio de Humaitá. Entre 30 de julho e 1 de agosto, tomou parte nos combates do Lago Verá. Em 16 de agosto, atacou a passagem do Timbó. Em 10 de outubro, atacou o Passo de Angostura. Este ataque teve a duração de um mês, nos combates o comandante foi ferido e um praça foi morto. O referido passo foi destruído em 26 de novembro.  Após o término da guerra, o Brasil foi realocado para o Mato Grosso ficando assim até 1879, quando foi classificado como bateria flutuante e parcialmente desarmado. Ele foi desmontado nesse mesmo ano.